# Simon Martirosyan
Pour les articles homonymes, voir Martirosyan.
Simon Martirosyan (en arménien : Սիմոն Մարտիրոսյան), né le 17 février 1997 à Haykashen, est un haltérophile arménien. Le 15 août 2016, il obtient la médaille d'argent en haltérophilie hommes 105 kg aux Jeux olympiques d'été de 2016.

## Palmarès

### Jeux olympiques
- 2021 à Tokyo
  -  Médaille d'argent en moins de 109 kg
- 2016 à Rio de Janeiro
  -  Médaille d'argent en moins de 105 kg

### Championnats du monde
- 2021 à Tachkent
  -  Médaille d'argent au total en moins de 109 kg.
  -  Médaille de bronze à l'arraché en moins de 109 kg.
  -  Médaille de bronze à l'épaulé-jeté en moins de 109 kg.
- 2019 à Pattaya
  -  Médaille d'or au total en moins de 109 kg.
  -  Médaille d'or à l'arraché en moins de 109 kg.
  -  Médaille d'or à l'épaulé-jeté en moins de 109 kg.
- 2018 à Achgabat
  -  Médaille d'or au total en moins de 109 kg.
  -  Médaille d'argent à l'arraché en moins de 109 kg.
  -  Médaille d'or à l'épaulé-jeté en moins de 109 kg.
- 2015 à Houston
  -  Médaille de bronze à l'arraché en moins de 105 kg.

### Championnats d'Europe
- 2023 à Erevan
  -  Médaille de bronze au total en plus de 109 kg.
  -  Médaille de bronze à l'arraché en plus de 109 kg.
  -  Médaille de bronze à l'épaulé-jeté en plus de 109 kg.
- 2021 à Moscou
  -  Médaille d'or à l'arraché en moins de 109 kg.
- 2019 à Batoumi
  -  Médaille d'or au total en moins de 109 kg.
  -  Médaille d'or à l'arraché en moins de 109 kg.
  -  Médaille d'or à l'épaulé-jeté en moins de 109 kg.
- 2017 à Split
  -  Médaille d'or au total en moins de 105 kg.
  -  Médaille d'or à l'arraché en moins de 105 kg.
  -  Médaille d'or à l'épaulé-jeté en moins de 105 kg.
- 2016 à Førde
  -  Médaille de bronze au total en moins de 105 kg.
  -  Médaille d'argent à l'arraché en moins de 105 kg.
  -  Médaille de bronze à l'épaulé-jeté en moins de 105 kg.

### Jeux olympiques de la jeunesse
- 2014 à Nankin
  -  Médaille d'or en plus de 85 kg.

### Universiade
- 2017 à Taipei
  -  Médaille d'or en moins de 105 kg.